# Folklig taxonomi
Folklig taxonomi (av grekiskans: taxis, ordning och nomi, bruk, regel) är ett vardagligt benämningssystem och kan ställas emot vetenskaplig taxonomi. Folkliga biologiska klassifikationssystem skapas ständigt för att organisera omvärlden och används i dagligt tal. Ofta utgår de ifrån formlikhet som exempelvis "buskar", "skalbaggar", "småfåglar" eller "hovdjur". Stjärnbilder är en annan form av folklig taxonomi.  
Antropologer har observerat att taxonomier generellt är en del av lokala kulturella eller sociala system och fyller olika sociala funktioner. En mycket välkänd och inflytelserik studie av folklig taxonomi är Émile Durkheims The Elementary Forms of Religious Life.
Det pågår ett ständigt utbyte mellan folklig och vetenskaplig taxonomi, och många folkliga benämningar har genom tiderna formaliserats och brukats av vetenskapen. 
Begreppet folklig taxonomi används bland annat av språkvetare och etnologer som exempelvis etnobiologer och etnobotaniker.